# Hörnum (Sylt)
Hörnum (Sylt) (Hørnum en danois, Hörnem en frison septentrional) est une commune d'Allemagne, située dans le land du Schleswig-Holstein et l'arrondissement de Frise-du-Nord. Elle se situe au sud de l'île de Sylt.